# Blauw Kasteelke

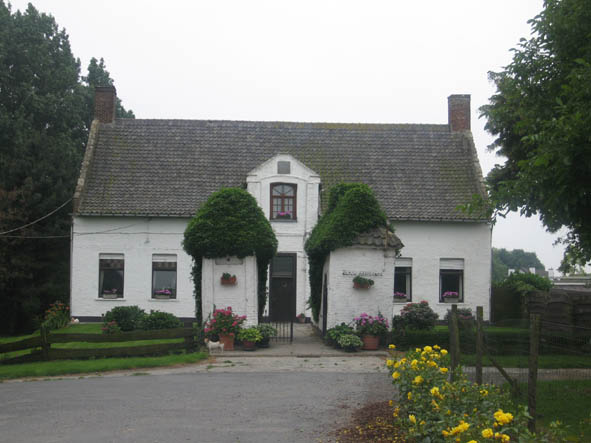
Het Blauw Kasteelke in 2007

Het Blauw Kasteelke is een historische hoeve in de tot de West-Vlaamse gemeente Wielsbeke behorende plaats Sint-Baafs-Vijve, gelegen aan Moerdijkstraat 2.

## Geschiedenis
De hoeve gaat mogelijk terug tot de periode 1000-1250, toen grote ontginningen werden gedaan, vaak vanuit een centrale hoeve. Het was het foncier van de heerlijkheid Ter Mandel, toebehorend aan de heren van Ingelmunster. Naar verluidt zou graaf Gwijde van Dampierre hier in 1297 de vrede met koning Filips IV van Frankrijk hebben getekend, na een hooglopend conflict dat voortkwam uit de pro-Engelse politiek van Gwijde. In 1763 nog was sprake van eene behuijsde hofstede, met de motte ende wallen daer ront omme, genaemt 't Goet ter Mandel. Het ging dus om een omgracht kasteelachtig complex met opperhof en neerhof. Op de Ferrariskaarten werd het goed aangeduid als Château Termander. Pas in de loop van de 19e eeuw kwam de naam Blauw Kasteelke in zwang.
In de loop van de 20e eeuw werden de grachten gedempt, werd de duiventoren gesloopt en werd het woonhuis verbouwd. Nog in 1987 werd de grote schuur van 1767 afgebroken.

## Complex
Van het hoevecomplex is niet veel meer bewaard gebleven. Er is een woonhuis dat toegankelijk is via een pad, waar vroeger de brug over de gracht lag, en geflankeerd door twee witgekalkte bakstenen poortwachtershuisjes. Het huis heeft nog een bescheiden ingangspartij, met in de top een 18e-eeuwse gevelsteen die het wapen van het geslacht Plotho d'Ingelmunster bevat, vanaf 1583 heren van Ingelmunster.
De kelders van dit woonhuis stammen vermoedelijk nog uit de 13de eeuw. Van de omgrachting is nog een klein deel bewaard gebleven.